# 1799
1799 (MDCCXCIX) var ett normalår som började en tisdag i den gregorianska kalendern och ett normalår som började en lördag i den julianska kalendern.

## Händelser

### Mars
- 30 mars – Brand i Växjö.[1]

### April
- 6 april – Ännu ett svenskt kaffeförbud införs.[2].
- 21 april – Graubünden inkorporeras i Helvetiska republiken.[3]

### Maj
- 21 maj – Den lappländska orten "Bergvattnet" i Sverige byter namn till Dorotea, uppkallad efter Gustav IV Adolfs drottning.[4]

### Juli
- 15 juli – Franska soldater hittar den så kallade Rosettastenen, som sedermera ger lösningen på problemet med att tolka hieroglyferna.

### Augusti
- 23 augusti – Brand i Enköping.[5]

### Oktober
- Oktober – Då Gustav IV Adolf ser med avsky på vad som skett i Frankrike under revolutionen lovar Sverige att stödja Ryssland mot Frankrike.

### November

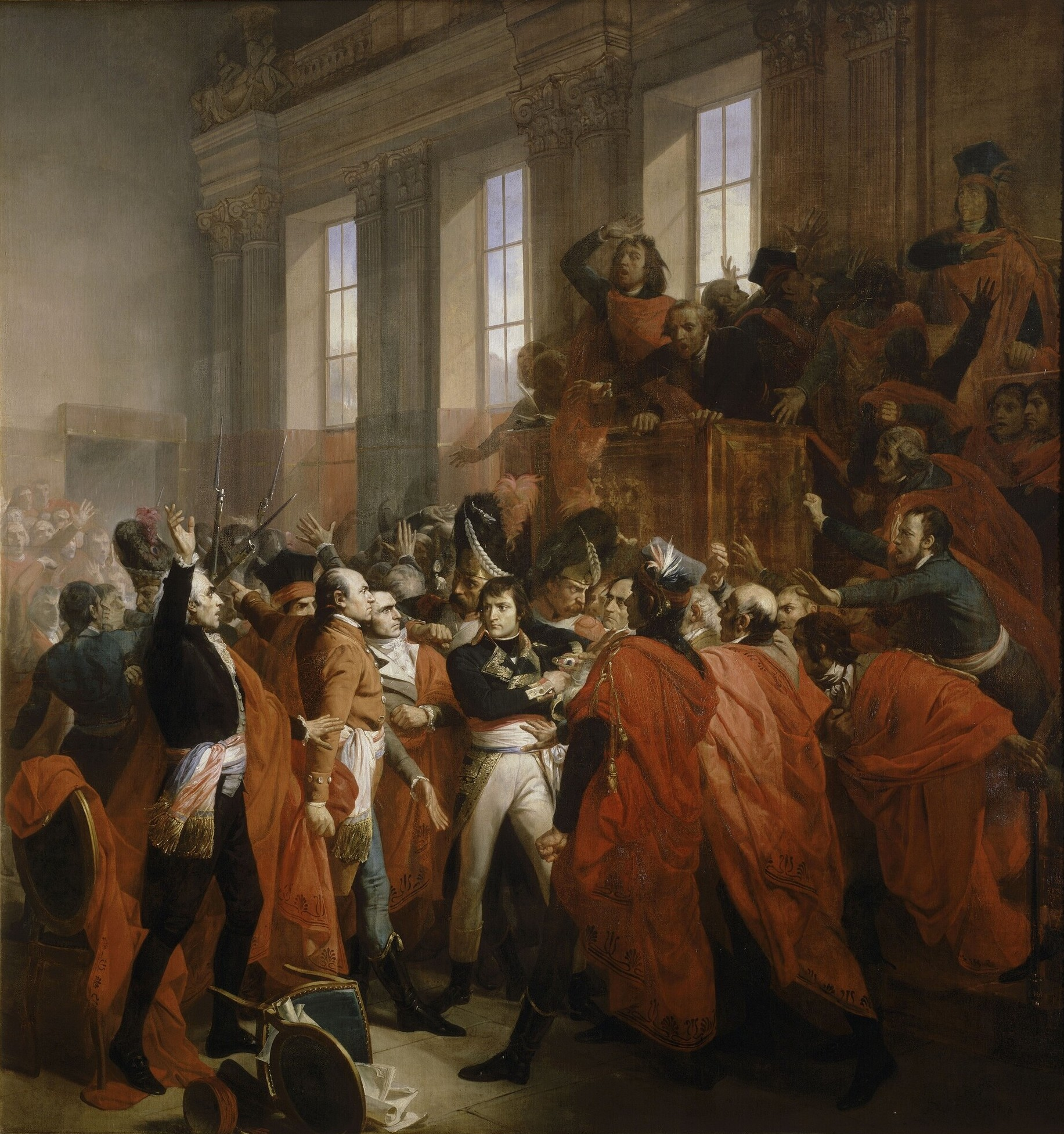
Brumairekuppen.

- 9 november – Napoleon Bonaparte övertar makten i Frankrike genom Brumairekuppen.[6]

### Okänt datum
- Den Wernerska brunnsinrättningen öppnas i Stockholm.

## Födda

### Första kvartalet

#### Januari
- 11 januari – James Turner Morehead, amerikansk politiker, kongressledamot 1851–1853. (död 1875)
- 23 januari – Alois Negrelli, österrikisk ingenjör och järnvägspionjär. (död 1858)
- 29 januari – Leonard Wilcox, amerikansk demokratisk politiker och jurist, senator 1842–1843. (död 1850)

#### Februari
- 19 februari – Ferdinand Reich, tysk bergsingenjör och kemist, professor. (död 1882)
- 20 februari – Richard Cheatham, amerikansk politiker, kongressledamot 1837–1839. (död 1845)

#### Mars
- 16 mars – Anna Atkins, engelsk botaniker. (död 1871)
- 22 mars – Friedrich Wilhelm August Argelander, preussisk astronom. (död 1875)

### Andra kvartalet

#### April
- 3 april – John Pendleton King, amerikansk politiker, senator 1833–1837. (död 1888)
- 12 april – Samuel McRoberts, amerikansk politiker, senator 1841–1843. (död 1843)
- 16 april – John Wesley Davis, amerikansk demokratisk politiker, talman i USA:s representanthus 1845–1847. (död 1859)

#### Maj
- 10 maj – Julius Caesar Alford, amerikansk politiker, kongressledamot 1837 och 1839–1841. (död 1863)
- 21 maj – Mary Anning, brittisk paleontolog. (död 1847)
- 27 maj – Jacques Fromental Halévy, fransk kompositör. (död 1862)

#### Juni
- 6 juni – Aleksandr Pusjkin, rysk författare. (död 1837)
- 8 juni – William M. Meredith, amerikansk politiker (whig), USA:s finansminister 1849–1850. (död 1873)

### Tredje kvartalet

#### Juli
- 4 juli – Oscar I, kung av Sverige och Norge 1844–1859. (död 1859)

#### Augusti
- 10 augusti – Samuel Dickinson Hubbard, amerikansk politiker. (död 1855)

#### September
- 29 september – Franz Christian Naunyn, tysk jurist och politiker. (död 1860)

### Fjärde kvartalet

#### Oktober
- 15 oktober – Franklin H. Elmore, amerikansk bankman och politiker. (död 1850)

#### November
- 7 november – James Syme, skotsk kirurg. (död 1870)
- 9 november – Gustav av Wasa, svensk prins, son till Gustav IV Adolf och Fredrika av Baden. (död 1877)
- 15 november – James A. Bayard Jr., amerikansk demokratisk politiker, senator 1851–1864 och 1867–1869. (död 1880)

#### December
- 25 december – Eli Perry, amerikansk demokratisk politiker, kongressledamot 1871–1875. (död 1881)
- 27 december – Walter T. Colquitt, amerikansk politiker, senator 1843–1848. (död 1855)

## Avlidna

### Första kvartalet

#### Januari
- 9 januari – Maria Gaetana Agnesi, 80, italiensk matematiker.
- 24 januari – Henry Tazewell, 45, amerikansk jurist och politiker, senator 1794–1799.

#### Februari
- 6 februari – Étienne-Louis Boullée, 70, fransk arkitekt.
- 7 februari – Qianlong, 87, den fjärde Qing-kejsaren av Kina.
- 24 februari – Georg Christoph Lichtenberg, 56, tysk fysiker.

#### Mars
- 4 mars – Ulrik Scheffer, 82, svensk greve, generallöjtnant, ambassadör och riksråd samt kanslipresident 1772–1783.
- 28 mars – Etta Palm d'Aelders, 55, nederländsk författare och feminist.

### Andra kvartalet

#### April
- 5 april – Honoré Fragonard, 66, fransk anatom.

#### Maj
- 18 maj – Pierre de Beaumarchais, 67, fransk dramatiker.
- 26 maj – James Burnett, lord Monboddo, 84, skotsk domare och arkeolog.

#### Juni
- 18 juni – Johann André, 58, tysk kompositör.

### Tredje kvartalet

#### Juli
- 7 juli – Barbara Campanini, 79, italiensk dansös.

#### Augusti
- 2 augusti – Jacques-Étienne Montgolfier, 54, fransk uppfinnare, skickade upp den första varmluftsballongen.
- 15 augusti – Evert Vilhelm Taube, 61, svensk friherre och generallöjtnant samt kanslipresident 1792.
- 20 augusti – Eleonora de Fonseca Pimentel, 47, italiensk poet, journalist och revolutionär.
- 29 augusti – Pius VI, född Giovanni Angelico Braschi, 81, påve sedan 1775.

#### September
- 14 september – Louise von Plessen, 74, dansk hovdam och memoarskrivare.

### Fjärde kvartalet

#### Oktober
- 20 oktober – James Iredell, 48, amerikansk jurist.
- 23 oktober – William Paca, 58, amerikansk jurist och politiker.

#### November
- 9 november – Juliane av Hessen-Philippsthal, 38, grevinna av Schaumburg-Lippe.
- 30 november – Guillaume Voiriot, 86, fransk porträttmålare.

#### December
- 6 december – Joseph Black, 71, brittisk kemist.
- 14 december – George Washington, 67, amerikansk militär och statsman, USA:s president 1789–1797.
- 31 december – Jean-François Marmontel, 76, fransk författare.

### Fotnoter
1. ↑  ”Värmlands brandhistoriska klubb (läst 8 april 2011)”. Arkiverad från originalet den 12 oktober 2011. https://www.webcitation.org/62NB7kO36?url=http://www.brandhistoriska.org/olyckor_se.html. Läst 16 mars 2011.
2. ↑  Kaffe
3. ↑  World Statesmen (läst 8 april 2011)
4. ↑  Dorotea kommun - Doroteas historia (läst 8 april 2011) Arkiverad 19 mars 2016 hämtat från the Wayback Machine.
5. ↑  Ena-Håbo Tidningen 21-27 mars 2011 - Vad hände i Enköping 1799? (läst 8 april 2011) Arkiverad 8 november 2011 hämtat från the Wayback Machine.
6. ↑  Det hände i dag – 9 november